# Andreas Wolter

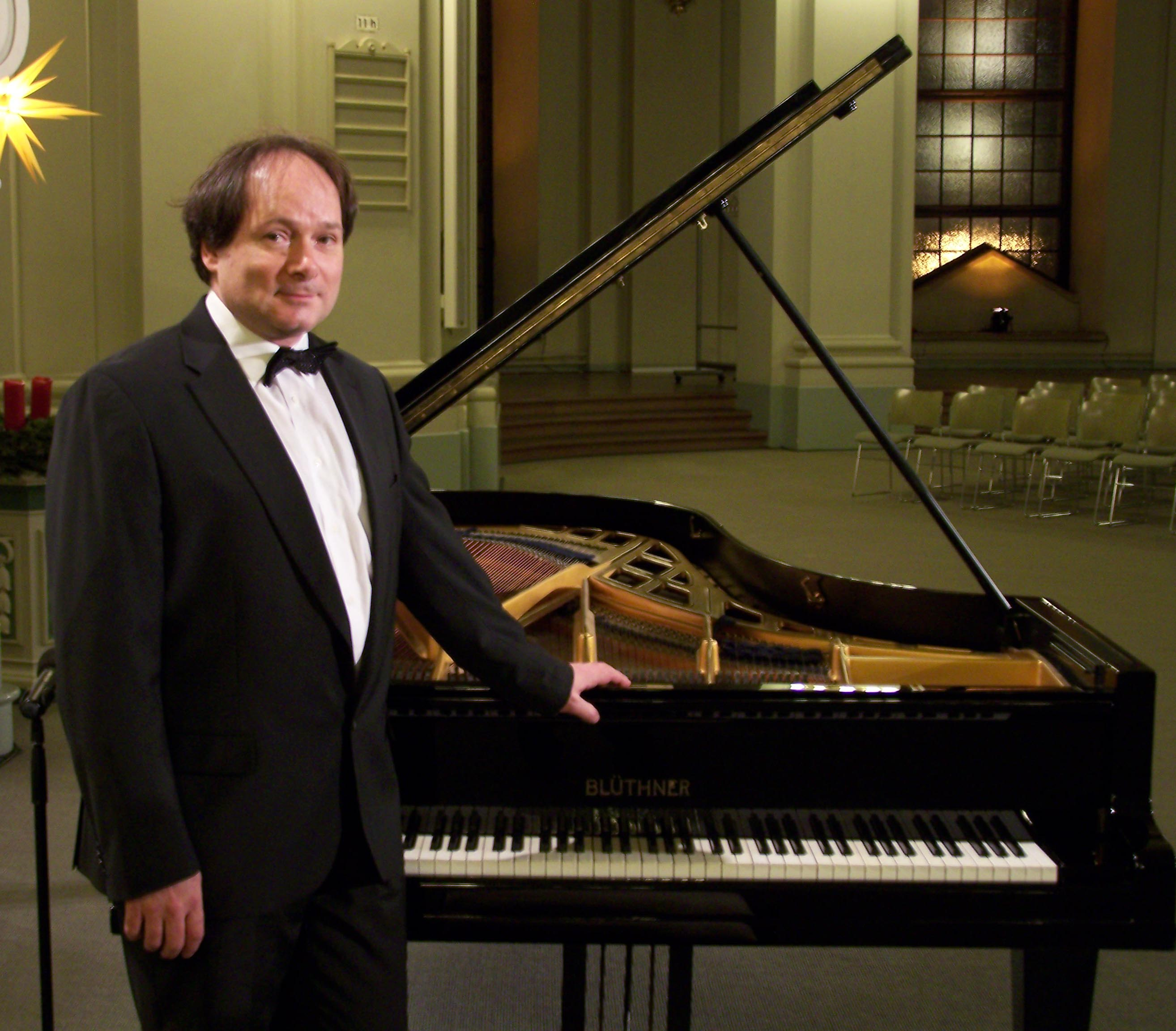
Andreas Wolter vor dem Auftritt in der Frz. Friedrichstadtkirche

Andreas Michael Dieter Wolter (* 3. Dezember 1966 in Offenbach am Main) ist ein deutscher Pianist, Organist, Musikproduzent, Musikpädagoge und Komponist.

## Leben
Der in Offenbach geborene Wolter wuchs als Kind im Westteil der geteilten Stadt Berlin auf. Mit sechs Jahren erhielt er ersten Klavierunterricht, später kamen noch Orgel und Cembalo dazu. In seiner Jugend gewann er mehrere Preise, u. a. den 1. Begleiterpreis im Bundeswettbewerb Jugend musiziert.
Sein Musikstudium absolvierte er an der UdK in Berlin und an der Musikhochschule Münster. Seine Klavierlehrer waren Michael Seewann, Klaus Hennecke, Gregor Weichert, Elena Lapitzkaja und Wolfgang Saschowa. Außerdem lernte er Orgel bei Kantor Jürgen Schulz sowie Cembalo bei Tobias Schade.
Seit seinem Studium gibt er zahlreiche Solokonzerte am Klavier sowie Kammermusikkonzerte, begleitet Sänger und musiziert mit Orchestern. Konzerte führten ihn unter anderem in die USA, nach Polen, Russland, Österreich und Italien. Typisch ist seine Vielseitigkeit: Er spielt auch in kleinen Orten wie Kirchen, Seniorenheimen und bei Hauskonzerten auf, aber auch an renommierten Orten wie der Philharmonie Berlin, dem Französischen und dem Berliner Dom, in der Laeiszhalle Hamburg oder im Konzerthaus Berlin. Gelegentlich ist er auch in kleinen Jazzformationen zu hören.
Seit 2008 lebt er mit seiner Familie in Berlin-Pankow.

## Berufliche Laufbahn

### Bühnentätigkeit
Er arbeitete als Komponist, Produzent und musikalischer Leiter für die Brandenburger Symphoniker, Die Darß-Festspiele, das Brandenburger Theater, Nordharzer Städtebundtheater, Hans Otto Theater, Schmalzstullen Theater und Theater Thikwa. Es entstanden u. a. Bühnenwerke wie "Frühlingserwachen" (Uraufführung Theater Brandenburg), "Die Werther Story" (Neu Inszenierung & Uraufführung Theater Brandenburg), "Grete Minde" (Theodor Fontane) und "Brennendes Pferd" (Theater Thikwa).

### Ensembles und Orchester
Er tritt unter auf mit: The Oboe goes BaRock, Jupiter Orchester, Studio für historischen Tanz, Chamber of Lights, Deutsche Philharmonie Berlin, Edition 5 u. a.

### Filmkompositionen
Sein Interesse für Studioarbeit führte ihn ab 2000 dazu, Filmmusiken zu komponieren. Zunächst steuerte er Filmmusiken für experimentelle Projekte und Animationsfilme von Filmstudenten bei. Später vertonte er TV- und Kinofilme namhafter Regisseure wie Elfi Mikesch, Rosa von Praunheim, Heide Breitel u. a.

### Instrumental- und Vokalmusik
Andreas Wolter hat mehrere Klavierzyklen komponiert und auf Tonträgern veröffentlicht, des Weiteren Stücke für klassische Besetzungen sowie für Gesang, Chor und Orchester. Stilistisch fühlt er sich neben klassischen Einflüssen Philip Glass, Yann Tiersen, Einaudi und Klaus Schulze verpflichtet.

### Pädagogische Arbeit
Wolter verfügt über eine lange Unterrichtserfahrung. Er arbeitet an zwei Musikschulen, ist Fachbereichsleiter für Klavier und hat Schüler auf ein Musikstudium vorbereitet. Dazu kommt seine Arbeit mit Schauspielern und als musikalischer Leiter.

### Musikerkollegen
Er trat u. a. mit Dariusz Blaszkiewicz, Jeannette Rasenberger, Daniel Agi, Ute Beckert, Karin Grüger, Romy Nagy, Manuel Munzlinger, Gerta Stecher, Sonja Walter, Marion Kokott, Isabel Barbosa, Boris Lichtmann, Bettina Hartl, Dieter Wolter, Renate Gräger, Sylke Geißendorfer und Jakob Altendorf auf.

## Preise
Einige seiner Projekte erhielten Auszeichnungen, z. B.:
- Goldener Papageno (in mehreren Kategorien): "Frühlings Erwachen" (Beste Musikproduktion)[5]
- Internationale Wirtschaftsfilmtage Wien Grand Prix Victoria in Silber für Imagefilm "Dresden, Stadt der Erfindungen"[6]

## Werke (Auswahl)

### Instrumentalwerke
- Emotion Pictures (Klavierzyklus, Besetzung: Klavier Solo)
- Emotion Pictures und Cello (Besetzung: Cello und Klavier)
- Piano Poetry (Klavierzyklus)
- Elegie Op. 14 (Cello und Klavier)
- Romanza Andalusa Op. 7 Nr. 2 (Cello und Klavier)
- Partita Op. 11 (Flöte Solo)

### Orchesterwerke
- Rosa Symphonie Orchester Chor und Band
- Sinfonietta (4. Sätze für Orchester)

### Lieder
- Zwölf Lieder nach Gedichten von Erna Fitzner Op. 80 A-D (Sopran, Violine, Cello, Klavier)

### CD-Veröffentlichungen
- Rosa Soundtracks
- eMotion Pictures und eMotion Pictures II
- Romantic Minimals
- Piano Poetry
- The Oboe goes BaRock
- Soirée de Berlin
- Lieder der Welt
- Die schönsten Klavierstücke Vol. 1
- Part of the galaxy
- Advents- und Weihnachtslieder
- Tango Project Vol. I
- Samuel Hahnemann (Hörspiel)

## Filmmusik (Auswahl)
- 2008: Meine Mütter – Spurensuche in Riga
- 2009: Rosas Höllenfahrt
- 2010: New York Memories
- 2010: Die Jungs vom Bahnhof Zoo
- 2012: König des Comics
- 2012: Rosas Welt – 70 neue Filme von Rosa von Praunheim
- 2014: Auf der Suche nach Heilern
- 2014: Hitler und Jesus – Eine Liebesgeschichte
- 2014: Imagefilm DREWAG „Dresden. Stadt der Erfindungen.“
- 2014: Laura – Das Juwel von Stuttgart
- 2015: Härte
- 2015: Praunheim Memoires
- 2017: Überleben in Neukölln
- 2018: Männerfreundschaften
- 2019: Darkroom – Tödliche Tropfen
- 2022: Rex Gildo – Der letzte Tanz
- 2024: Dreißig Jahre an der Peitsche